# Casa Josep Ferrer i Vidal
La Casa Josep Ferrer i Vidal és una obra de Vilanova i la Geltrú (Garraf) protegida com a Bé Cultural d'Interès Local.

## Descripció
Es tracta d'un edifici entre mitgeres ocupant tot un extrem de mansana. Originàriament era un habitatge unifamiliar. Té un pati lateral.
L'immoble es compon de planta baixa i dues plantes pis amb un cos lateral de dues plantes i un cos posterior de planta baixa. Consta de quatre crugies perpendiculars a façana principal amb vestíbul de voltes d'aresta rebaixades i caixa d'escala central. La coberta és a tres vessants i en sobresurt una petita torratxa inaccessible. Els cossos laterals i posteriors tenen coberta plana. Les façanes que donen a carrer estan rematades per una cornisa superior.
Les parets de càrrega són de paredat comú i totxo. A la planta baixa hi ha voltes de canó i de canó rebaixades. A les plantes pis, els forjats són de bigues de fusta i revoltó ceràmic.
La façana presenta tres portals d'arc rebaixat a la planta baixa. Al primer pis hi ha un balcó corregut fent cantonada amb quatre obertures i dues al cos lateral. Al segon pis trobem quatre balcons. La façana lateral està ordenada sobre eixos verticals amb portal i finestres a la planta baixa. Trobem una obertura al balcó de la cantonada, un balcó central i dos finestrals laterals a la primera planta. A la segona hi ha dos balcons i dues finestres. La façana posterior està reculada i presenta balconeres.